# Eupithecia impolita
Eupithecia impolita es una especie de polilla de la familia Geometridae. La especie fue descrita por primera vez por András Mátyás Vojnits habiendo sido descrito en 1980, con distribución en China. El holotipo, un espécimen macho adulto, fue recolectado a una altitud de 1700 metros (5577,4 pies) sobre el nivel del mar en los alrededores del monte Mian, conocido por su nombre en chino, Mianshan, provincia de Shaanxi.